# 1006 Lagrangea
Az 1006 Lagrangea (ideiglenes jelöléssel 1923 OU) a Naprendszer kisbolygóövében található aszteroida. Szergej Beljavszkij fedezte fel 1923. szeptember 12-én.